# Darcs
Darcs – rozproszony system kontroli wersji zaprojektowany przez Davida Roundy’ego jako alternatywa dla scentralizowanego systemu CVS. Nazwa to skrót angielskiego określenia David's Advanced Revision Control System.
W przeciwieństwie do CVS darcs tworzy lokalną kopię całego repozytorium. Umożliwia także zmianę nazw katalogów i plików objętych kontrolą wersji.
Dostęp do repozytorium jest możliwy poprzez protokoły HTTP i SSH.